# Шнайдер, Петра
Петра Шнайдер (нем. Petra Schneider, в замужестве Кинд, нем. Kind; род. 11 января 1963, Карл-Маркс-Штадт) — восточногерманская пловчиха, чемпионка летних Олимпийских игр 1980 года на дистанции 400 метров комплексным плаванием, двукратная чемпионка мира.

## Биография
Родилась в 1963 году. Занималась плаванием с 6-летнего возраста, с 1973 года была членом клуба SC Karl-Marx-Stadt. На Чемпионате мира по водным видам спорта 1978 года она завоевала бронзовую медаль на дистанции 400 метров комплексным плаванием. На летних Олимпийских играх 1980 года в Москве она победила на дистанции 400 метров комплексным плаванием, а также заняла второе место на дистанции 400 метров вольным стилем, уступив соотечественнице Инес Дирс. На Чемпионате мира по водным видам спорта 1982 года Шнайдер победила на дистанциях 200 и 400 метров комплексным плаванием. За свою спортивную карьеру Шнайдер установила 4 мировых и 8 европейских рекордов.
В 1980 и 1982 годах журнал Swimming World назвал Шнайдер пловчихой года, в 1980 году также Европейским пловцом года. Тогда же она была удостоена Ордена «За заслуги перед Отечеством» в серебре. В 1984 году Шнайдер завершила спортивную карьеру, после этого работала инструктором по плаванию в Хемнице. В 1988 году вышла замуж за штангиста Ингоберта Кинда. В 1989 году она была включена в Зал Славы мирового плавания. Впоследствии Шнайдер призналась, что употребляла допинг с 14 лет по указанию своего тренера. В 2005 году она заявила на немецком телевидении, что её рекорды в плавании должны быть признаны недействительными.